# Попович Омелян Олександрович
Попович Омелян Олександрович (нім. Emil Popović; укр.лат. Omelian Popowycz) — український педагог, публіцист, громадський та політичний діяч Буковини кінця ХІХ — першої чверті ХХ століть.

## Життєпис

### Дитинство
Народився 18 серпня 1856 року в місті Ватра-Дорней, Герцогство Буковина, Австро-Угорщина (тепер повіт Сучава, Румунія).
До 8 років Омелян виховувався, ріс і формувався під впливом матері — Вікторії фон Байєр (онучка протоієрея М. Ганіцького) та бабусі Марії Ганіцької-Дияконович (сестра Анни Ганіцької — матері Юрія Федьковича). Мати була доброю, щирою, освіченою жінкою, що закінчила німецьку школу, але бездоганно володіла і руською (українською) мовою. Вона добре розуміла необхідність освіти для свого сина.
Протягом 1864–1865 років закінчив 2 класи початкової школі в селищі Сторонець-Путилів. У 1865–1867 роках навчався у 3-4 класах у «Чернівецькій зразковій православній хлопчачій школі» (нім. Griechisch-orientalische Knabenschule in Czernowitz), яку згодом Омелян Попович у своїх спогадах називав «фабрикою румунізації».
Уже в дев'ятирічному віці в Омеляна простежується зріле сприйняття надмірно пихатого та зневажливого ставлення учителів-румунів до учнів-українців, що ще більше укріпило його волю, свідомість, національну приналежність до українців та стійкість поглядів [10].
З 1867 року Омелян Попович продовжив навчання в Чернівецькій німецькій гімназії (нім. K.k. I Staatsgymnasium in Czernowitz). З того ж року здебільшого жив у татових батьків Льва та Марти Поповичів, про яких завжди згадував з глибокою ніжністю. Саме в них він зблизився з учнями-русинами, що були родом з Волоки над Черемошем. У 6-му класі під впливом свого товариша Апостола Думича та учителя української мови (народовця) доктора Клима Гнаткевича гімназист Попович сам записався на поглиблене вивчення української мови, в чому його щиро підтримала мати.
1870-го року через нужденне становище родини (по смерті батька) Омелян залишив гімназію, недовчившись два роки. Водночас хлопець продовжував наполегливо працювати над собою, займався самоосвітою.
Уже в 1873 році він склав іспити і вступив на другий рік навчання до Чернівецької державної учительської семінарії (нім. K.k.Lehrerbildungs-Anstalt in Czernowitz), яку успішно закінчив 1877 року.

### Початки педагогічної діяльності
Одразу після закінчення семінарії Омелян Попович приступив до педагогічної діяльності. Спочатку учителем-помічником, згодом — учитель Чернівецької 4-класної хлопчачої народної школи (нім. 4-klassige Knaben Volksschule in Czernowitz), де одночасно був класним керівником 1-го класу й викладав німецьку мову, рахунки, гімнастику, співи, письмо; в 2-му класі — рисунки, співи, гімнастику, українську й румунську мови.
1879-го року склав на «відмінно» другий (практичний) кваліфікаційний іспит, отримав кваліфікацію «Вчитель народних шкіл з німецькою та українською викладовими мовами».

Омелян Попович

У 1881 році Омелян Олександрович був переведений на посаду дійсного вчителя Чернівецької міської хлопчачої школи на вул. Турецькій (нім. 4-klassige kommunale Knabenschule in der Türkengasse. Czernowitz)
Того ж року (через 3 місяці) був призначений управителем нової міської школи в Садгорі, а з 1883 року — учителем, а згодом й управителем Чернівецької початкової хлопчачої школи (нім. Öffentliche Knaben Volksschule. Czernowitz) на Монастириській, де працював до 1891 року.
У 1890-х Омеляна Поповича перевели на адміністративну роботу. З 1892-го року — повітовий інспектор народних шкіл у Сереті, з 1894-го — у Кіцмані. Через рік Крайовою шкільною радою був запрошений на роботу референтом народних шкіл Герцогства Буковина. З 1906 року Омелян Олександрович був крайовим інспектором народних шкіл та семінарій. На всіх цих посадах О. Попович наполегливо працює: ретельно обстежує стан шкіл, кваліфікованість та рівень фахової підготовки вчителів, виявляє недоліки й намагається якнайкраще посприяти їх виправленню. До його повноважень входила: інспекція всіх руських шкіл краю, «стан якого виявлявся … на Буковині… дуже сумно». За його сприяння на засіданні Крайової шкільної ради від 13.12.1908 р. прийнято рішення про додаткову оплату вчителям, які організовували й працювали на «курсах анальфабетів» (заняттях, на яких вчилися читати, писати й рахувати дорослі і діти 10—15 років, які з різних причин не відвідували школу).
Поряд з адміністративною роботою з 1896 року Омелян Олександрович був викладачем Чернівецької учительської семінарії, де колись здобув фах учителя.

## Громадська діяльність
Ще навчаючись у вчительській семінарії, Омелян Попович став членом таємного товариства «Согласіє», яке очолював протягом 1876–1877 років. Проте вже в ті часи дедалі більше схилявся до народовців. Тому поряд із «Согласієм» брав участь у ще одному таємному товаристві — «Братній союз». Ці товариства захищали й популяризували національні ідеї, прищеплювали русинам Буковини (зокрема молоді) любов до рідної руської мови. З цією метою при семінарії був створений учнівський аматорський театр, директором якого було обрано Омеляна Поповича. Театр готував вистави, серед яких особливою любов'ю користувалась «Наталка Полтавка» Івана Котляревського.
Працюючи вчителем, Омелян Попович у 1877 році вступив до товариства «Руська Бесіда». Уже через рік на загальних зборах (1878) його обрали до «Виділу товариства». Спочатку виконував обов'язки секретаря, а згодом (з 1884 року) — голови товариства. Як керівник організації О. Попович розгорнув різнобічну громадсько-культурну діяльність, спрямовану на те, щоб зробити товариство справжнім осередком національного життя українців Буковини. Омелян Олександрович був безпосереднім учасником створення товариства «Руський народний дім» (1884). З його ініціативи постало товариство «Руська школа» (1887), завдяки чому українське шкільництво в краї піднялось на належний рівень і було, за оцінками дослідників, найкращим у порівнянні з іншими українськими землями. Омелян Попович був членом правління «Руської каси» (1896).

Омелян Попович

У цей період Омелян Попович розпочинає і свою редакційно-видавничу діяльність. З 1879 року майже протягом 40 років редагував щорічне видання товариства «Руська бесіда» — «Буковинський православний календар». Був ініціатором створення другого видання товариства «Руська бесіда» — «Бібліотека для молодіжи, міщан і селян». Він і редагував його протягом 1885–1893 років. Активно працював (до 1892 року) в редакції визнаної й популярної в краї та за його межами української газети «Буковина».
Громадська діяльність Омеляна Поповича пов'язана зі створенням товариств «Жіноча громада», «Об'єднання вчителів і учительок» під головуванням Д.Ісопескула, керував роботою «Товариства української православної шляхти». Шануючи велику й почесну працю Омеляна Поповича, більшість із них іменували його почесним членом («Запороже», Товариство української православної шляхти тощо). Звичайно став він почесним членом і «Руської Бесіди». Ось зокрема, що про це було надруковано в «Буковині»:
|  | ...1892 році в урочистій обстановці за “величезні заслуги для товариства “Руська бесіда”, до котрої пристав 1877 р., а в 1878 р. увійшов до виділу, він, то як секретар, бібліотекар, як редактор і адміністратор видань “Руської бесіди” – “Бібліотеки для молодіжи”, “Календаря” – то нарешті як голова працював ревно, не втомлено, безнастанно, сумлінно і безкорисно і серед глубокого зворушення аж до сліз оголосили однодушну волю цілого збору віддати цему синові Матері Руси найбільшу заплату, що загальний збір іменує його почесним членом... |

З приходом на Буковину російських військ Омелян Попович 1914 року разом з родиною емігрував спочатку до Колошвару в Угорському королівстві, а згодом — до Відня. Тут він працював у товаристві «Українська культурна рада», яке займалося організацією українських шкіл в еміграції. З 1916 року Омелян Олександрович протягом 14 місяців перебував у Празі, де взяв участь у створенні та роботі Комітету допомоги українським біженцям.

### Політична діяльність
Активна громадська діяльність дуже часто перетиналася з політичною. Активний діяч (керівник) «Руської бесіди», брав участь у роботі її політичної платформи «Руської ради». 1905-го року очолив місцеву Українську поступову партію. Водночас традиційно належав до «народового табору».
З 1911 року — посол Буковинського крайового сейму та член його виконавчого органу — Буковинського крайового виділу. Водночас не полишав роботи в Крайовій шкільній раді.
Під час Першої світової війни адміністрація Герцогства Буковина тривалий час працювала у Ватра-Дорней, служив у ній як посадовець крайового виділу певний час до від'їзду до Відня. Член Загальної Української Ради з 5 травня 1915 року.

### Період ЗУНР
1918-го року Омелян Попович повернувся на Буковину. Це був рік початку інтенсивної боротьби буковинців під його орудою за право жити в єдиній українській державі. 19 жовтня 1918 року Омелян Олександрович у складі буковинської делегації брав участь у створенні Української Національної Ради ЗУНР та проголошенні створення Української держави в Галичині, Володимирії, Буковині (землях колишніх коронних країв Австро-Угорщини) у Львові. Був обраний керівником її шкільної комісії. Брав безпосередню участь у формуванні Українського крайового комітету Буковини як складової частини УНРади. Був обраний його головою.
3 листопада 1918 року разом з Українським крайовим комітетом Буковини провів у Чернівцях Буковинське віче, на якому волю буковинців було оголошено вимогою — Хочемо до України. 6 листопада як повноважний представник УНРади ЗУНР перебрав від останнього Президента Герцогства Буковина Йозефа фон Ецдорфа владу над українськими територіями краю. Було створено Тимчасовий уряд на чолі з Президентом, яким було обрано Омеляна Поповича. Він став першим буковинцем, що обійняв таку посаду в краї. Проте цей уряд проіснував лише кілька днів, 11 листопада 1918 року Буковина була окупована Румунським королівством. Президент Попович разом зі всім Тимчасовим урядом виїхав спочатку до Кіцмані, а звідти до Станіслава, де змушений був працювати в екзилі. Поряд з цим Омеляна Олександровича було обрано одним із віцепрезидентів УНРади ЗУНР (ЗОУНР). Та з часом українська влада впала й у Галичині, яка була захоплена Польщею. Шовіністичний окупаційний режим, що панував на Буковині, не дав змоги Поповичу повернутися на малу батьківщину. Він залишився у Станіславі, куди із Чернівців переїхала і його родина.

### Післяреволюційний період
У грудні 1922 року Поповичі переїхали до Львова, де Омелян Олександрович активно долучився до громадсько-політичного життя Галичини, викладав українську та німецьку мови на приватних курсах учительської семінарії (1922–1923). Посівши за конкурсом посаду шкільного референта при українському педагогічному товаристві «Рідна школа», весь віддавався улюбленій справі. Працював на цій посаді з інтересом і задоволенням, зробивши значний внесок у розвиток українського шкільництва в цьому краї.
Водночас Омелян Олександрович регулярно друкувався в галицьких періодичних виданнях «Народна просвіта», «Діло», «Новий час», «Український голос» тощо.
У 1929 році стан здоров'я Омеляна Поповича різко погіршився. Останній рік життя перебував у Заліщиках у своєї дочки Наталки.
Омелян Попович помер 22 березня 1930 року. У ніч перед похованням група священників та соратників таємно перебралася до Заліщиків через Дністер. Церемонія прощання перетворилася на масовий мітинг проти румунської окупації Буковини. Поховано видатного буковинця на міському кладовищі в Заліщиках (тепер Тернопільська область) поряд з близьким товаришем Осипом Маковеєм.

## Сім'я
Омелян Попович був багатодітним батьком: мав 5 синів і 4 доньки.
- Наталя: довелося пережити інтернування (ув'язнення) і конфінування (обмеження в правах). Її чоловік адвокат Роман Стефанович був керівником місцевої «Просвіти», у часи ЗУНР — комісар у Заліщиках. Переслідувався польською владою, був репресований радянською владою, чудом уникнув смерті;
- Ольга учителювала на Буковині (чи не єдина, хто залишився там після румунської окупації). Переслідувалась окупаційним режимом, подальша доля невідома;
- Остап та Віктор — загинули на полях Першої світової війни;
- Олександр — був членом Українського крайового комітету Буковини. Після румунської окупації переїхав до Кам'янця-Подільського, був лектором місцевого університету, потрапив до більшовицької тюрми, з якої ледве врятувався;
- Ілько пройшов війну у складі Гуцульсько-буковинського легіону. У 1918 році був комендантом Чернівців. Пройшов весь бойовий шлях УГА;
- Степан — пройшов усіма бойовими стежками Української галицької армії.

## Літературна та педагогічна спадщина
Літературна спадщина Омеляна Поповича заслуговує на увагу. У літературі виступав під різними псевдонімами та криптонімами (Мурашка, Омелян Олексів, Омелян Олександрів, О. П. та ін.). Писав поетичні, прозові, публіцистичні, науково-популярні твори, є автором мемуарів «Відродження Буковини» (1933). Доволі влучно в цьому контексті висловився науковець-літературознавець Микола Юрійчук, який у статті під назвою «Омелян Попович», надрукованій у хрестоматії «Письменники Буковини другої половини ХІХ — першої половини ХХ століття», зазначив:
|  | ...Омелян Попович – передусім педагог, культурно-освітній та громадсько-політичний діяч... |

Внесок педагога, просвітителя й громадського діяча Омеляна Поповича в розвиток освіти та національної свідомості буковинців — надзвичайно помітний і вагомий. По суті, він здійснив революцію в українському шкільництві Буковини. Завдяки йому в краї було засновано 200 українських шкіл, у яких навчалося понад 40000 дітей. Розуміючи значення освіти для народу, педагог докладав немало зусиль для втілення в життя своїх планів щодо освіти, домагаючись викладання предметів у школах українською мовою (руською).
Педагогічну діяльність поєднував із науково-методичною та редакційно-видавничою справою. У 1884 році в народних школах Буковини було запроваджено «Буквар», укладений О. Поповичем. Цей підручник, який педагог представив на конкурс, був визнаний з-поміж трьох найкращим.
Перу педагога Омеляна Поповича належать «Читанка для шкіл народних» (у 3-х частинах), «Граматика для шкіл народних» (у 2-х частинах), «Переклад п'яти частин математичних книжок Ф.Мочніка» (у переробці Кривса-Гоберналя), «Підручник з української мови для середніх шкіл» (у 3-х частинах), «Українсько-німецький словар».

Зі спогадів самого Омеляна Поповича знаємо, що він: 
|  | Уложив… в українській мові стінні мапи Буковини, Австро-Угорщини й півкуль, виданої у Відні. |

## Визнання та вшанування пам'яті
Педагог, подвижник українського шкільництва, лідер буковинської інтелігенції, активний поборник і захисник національних інтересів українців за життя здобув високе визнання організатора — «батька українського шкільництва Буковини», авторитет і повагу серед освітян і широкої громадськості. Окрім того, що ще за життя О. О. Поповича було удостоєно честі бути «почесним членом» та «почесним головою» багатьох українських товариств Буковини, його вшановували й на державному рівні. 1905-го року Омеляна Поповича було нагороджено австрійським Орденом Залізної Корони ІІІ класу, а також створено осібний фонд — «Стипендія імені О. Поповича» для заохочення найкращих учнів. Її було впроваджено в школах Буковини у 1905–1906 навчальному році [11].
Нині на честь Омеляна Олександровича Поповича в Чернівцях названо одну з вулиць у центрі міста. Якраз поряд з будинком, де він працював як керівник Українського крайового комітету та Президент Буковини. На цьому ж будинку встановлено пам'ятну табличку.
Також, вулиця Омеляна Поповича існує у Києві.

### Премія Омеляна Поповича
Даниною пам'яті великому вчителю та просвітителю Омеляну Поповичу стала обласна освітянська премія, названа його іменем, яка вручається щорічно до професійного свята педагогів — Дня вчителя (перша неділя жовтня). Премія імені Омеляна Поповича заснована 28 серпня 1992 року. Першими лауреатами цієї премії стали 15 освітян області, серед них:
- Василь Грубий — учитель математики, директор Кельменецької СШ;
- Степан Далаврук — доцент кафедри педагогіки та психології ЧНУ;
- Марія Іванчук — учителька початкових класів СШ № 23 (м. Чернівці);
- Михайло Іванюк — учитель української мови, голова Вижницького районного осередку товариства «Просвіта»;
- Віктор Кравченко — учитель хімії Шишковецької СШ Кіцманського району;
- Людмила Лук'яненко — директор СПТУ № 3 м. Чернівці.

З 2003 року кількість педагогів, які нагороджувались щорічно Премією Омеляна Поповича, зросла із 15 до 30 чоловік. На сьогодні її лауреатами є 335 педагогів Буковини. У Положенні про премію ім. О.Поповича для заохочення педагогічних працівників зазначено:
|  | Премія ім. О.Поповича засновується головою обласної державної адміністрації з метою піднесення ролі та авторитету вчителя, визнання його заслуг у відродженні національної школи та науки в Чернівецькій області. |

На переконання багатьох дослідників та експертів, внесок Омеляна Поповича в історію Буковини та й України загалом залишається належним чином неоціненим.

## Галерея

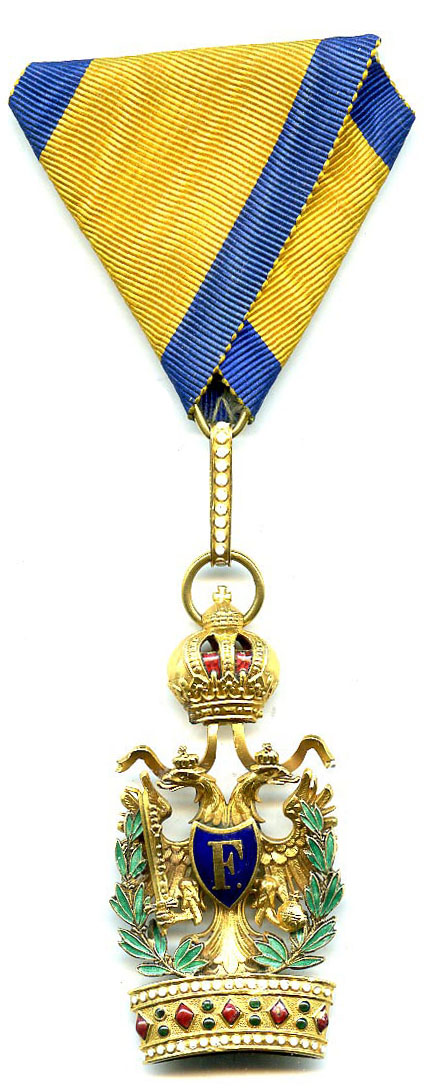
Орден Залізної корони ІІІ ст.
Буковинський православний календар
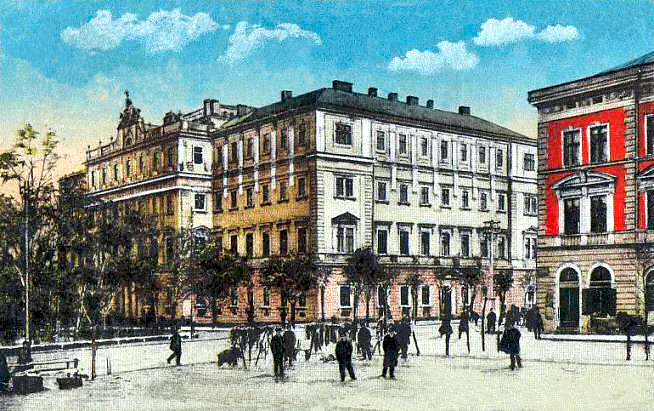
Будинок Українського крайового комітету Буковини» (тепер корпус ЧНУ, вул. О. Поповича, 2)
Будинок у Станіславі, у якому розміщувався український уряд Буковини в екзилі
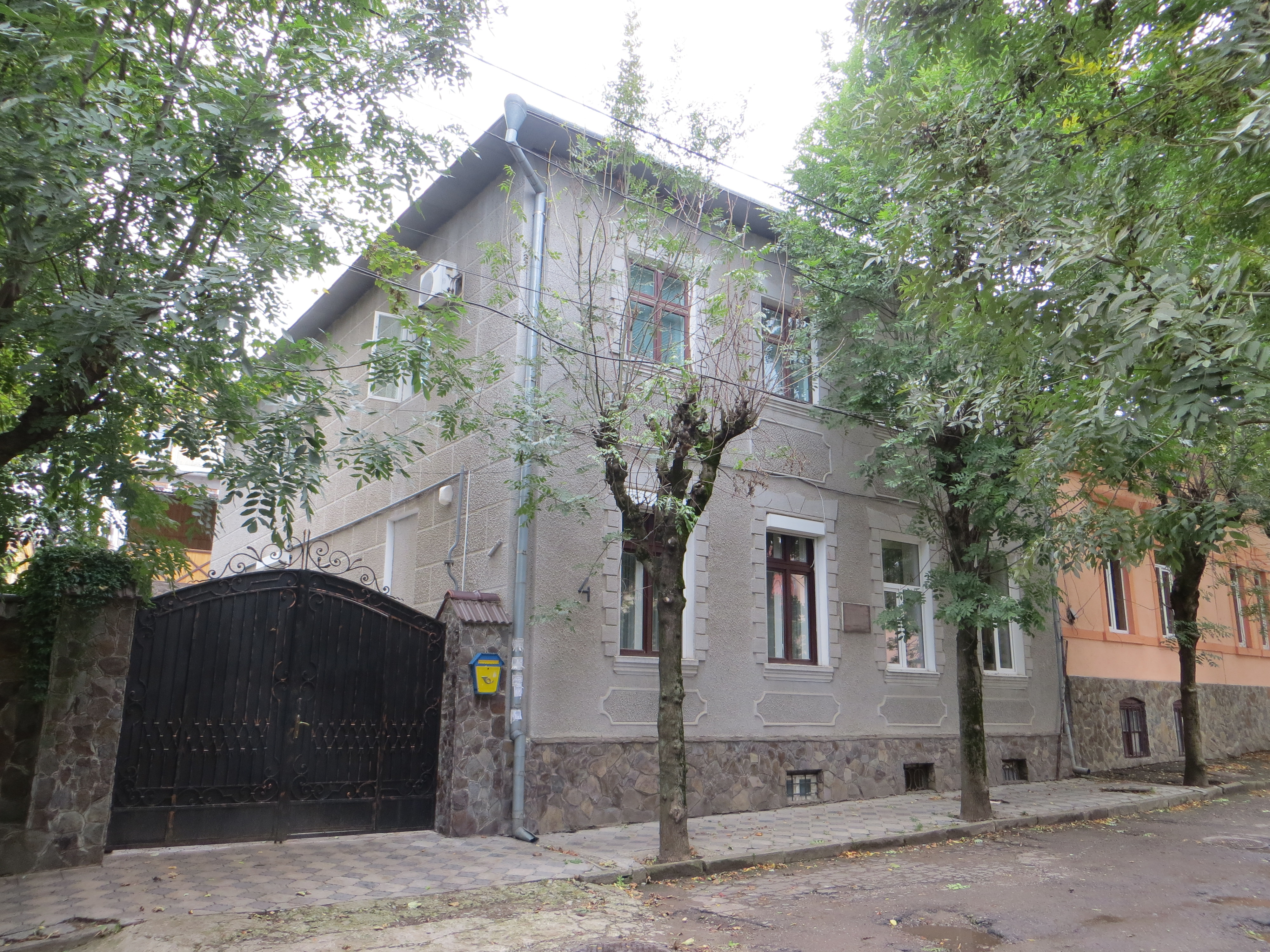
Будинок у Чернівцях, де жив Омелян Попович